# Ruoti
Ruoti é uma comuna italiana da região da Basilicata, província de Potenza, com cerca de 3.599 habitantes. Estende-se por uma área de 55 km², tendo uma densidade populacional de 65 hab/km². Faz fronteira com Avigliano, Baragiano, Bella, Picerno, Potenza.

## Demografia
| Variação demográfica do município entre 1861 e 2011                               |
|                                                                                   |
| Fonte: Istituto Nazionale di Statistica (ISTAT) - Elaboração gráfica da Wikipedia |